# Brillon
Pour les articles homonymes, voir Brillon (homonymie).
Brillon est une commune française située dans le département du Nord, en région Hauts-de-France.

## Géographie
Brillon est située dans le Hainaut.
1. Brillon est à une trentaine de kilomètres au sud de Lille, et grâce à l'autoroute A23, elle est située à 25 minutes du centre de Lille. Ceci a pour effet d'attirer les classes moyennes de la région qui souhaitent travailler à Lille, tout en bénéficiant du calme de la campagne.[réf. nécessaire]
2. Brillon se situe à deux minutes de la forêt de Marchiennes, véritable poumon de verdure pour ceux qui s'y rendent régulièrement.

|                        | Sars-et-Rosières | Rosult     |
|                        | Brillon          |            |
| Tilloy-lez-Marchiennes |                  | Bousignies |

### Hydrographie

#### Réseau hydrographique
La commune est située dans le bassin Artois-Picardie. Elle est drainée par le Courant de Tilloy, le fossé de la planchette et divers autres petits cours d'eau,.

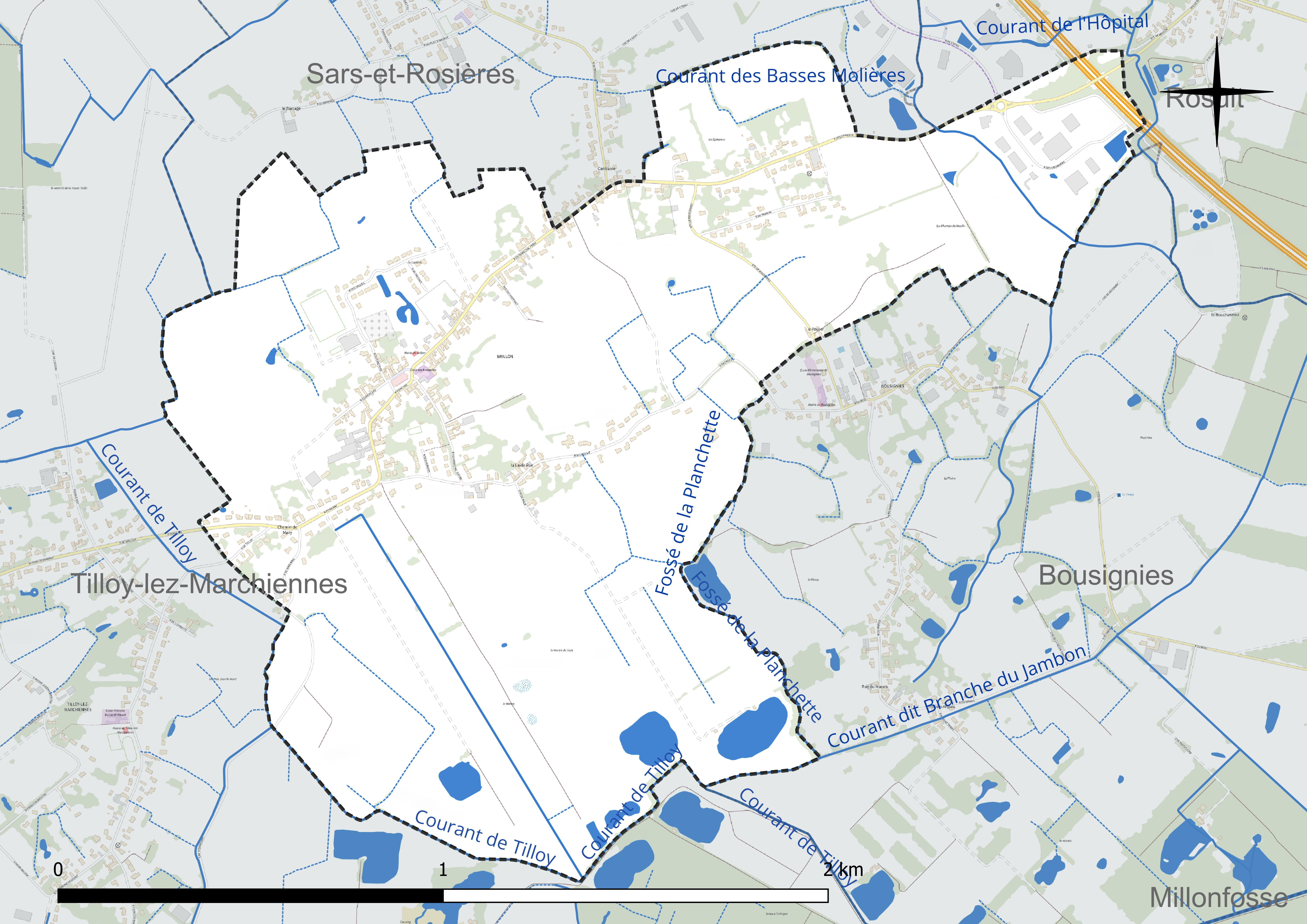
Réseau hydrographique de Brillon.

#### Gestion et qualité des eaux
Le territoire communal est couvert par le schéma d'aménagement et de gestion des eaux (SAGE) « Scarpe aval ». Ce document de planification concerne un territoire de 624 km2 de superficie, délimité par le bassin versant de la Scarpe aval, comprenant la Pévèle, la plaine de la Scarpe et le bassin minier avec l'Ostrevent. Le périmètre a été arrêté le 18 mars 1997 et le SAGE proprement dit a été approuvé le 12 mars 2009, puis révisé le 5 juillet 2021. La structure porteuse de l'élaboration et de la mise en œuvre est le parc naturel régional Scarpe-Escaut. 
La qualité des cours d'eau peut être consultée sur un site dédié géré par les agences de l'eau et l'Agence française pour la biodiversité. 

### Climat
Pour des articles plus généraux, voir Climat des Hauts-de-France et Climat du Nord.
En 2010, le climat de la commune est de type climat océanique dégradé des plaines du Centre et du Nord, selon une étude du CNRS s'appuyant sur une série de données couvrant la période 1971-2000. En 2020, Météo-France publie une typologie des climats de la France métropolitaine dans laquelle la commune est exposée à un climat océanique et est dans la région climatique  Nord-est du bassin Parisien, caractérisée par un ensoleillement médiocre, une pluviométrie moyenne régulièrement répartie au cours de l'année et un hiver froid (3 °C). 
Pour la période 1971-2000, la température annuelle moyenne est de 10,6 °C, avec une amplitude thermique annuelle de 14,6 °C. Le cumul annuel moyen de précipitations est de 699 mm, avec 11,4 jours de précipitations en janvier et 9,2 jours en juillet. Pour la période 1991-2020, la température moyenne annuelle observée sur la station météorologique la plus proche, située sur la commune de Cappelle-en-Pévèle à 14 km à vol d'oiseau, est de 11,1 °C et le cumul annuel moyen de précipitations est de 736,6 mm,. Pour l'avenir, les paramètres climatiques de la commune estimés pour 2050 selon différents scénarios d'émission de gaz à effet de serre sont consultables sur un site dédié publié par Météo-France en novembre 2022.

### Voie de communication et transport
La commune est desservie par la ligne 874 du réseau interurbain Arc-en-Ciel 2.

## Urbanisme

### Typologie
Au 1er janvier 2024, Brillon est catégorisée bourg rural, selon la nouvelle grille communale de densité à sept niveaux définie par l'Insee en 2022.
Elle appartient à l'unité urbaine de Saint-Amand-les-Eaux, une agglomération intra-départementale regroupant 15  communes, dont elle est une commune de la banlieue,,. Par ailleurs la commune fait partie de l'aire d'attraction de Lille (partie française), dont elle est une commune de la couronne,. Cette aire, qui regroupe 201 communes, est catégorisée dans les aires de 700 000 habitants ou plus (hors Paris),.

### Occupation des sols
L'occupation des sols de la commune, telle qu'elle ressort de la base de données européenne d'occupation biophysique des sols Corine Land Cover (CLC), est marquée par l'importance des territoires agricoles (76,7 % en 2018), en diminution par rapport à 1990 (83,7 %). La répartition détaillée en 2018 est la suivante : 
terres arables (44,8 %), prairies (27,4 %), zones urbanisées (18,5 %), zones agricoles hétérogènes (4,6 %), zones industrielles ou commerciales et réseaux de communication (4,5 %), forêts (0,3 %). L'évolution de l'occupation des sols de la commune et de ses infrastructures peut être observée sur les différentes représentations cartographiques du territoire : la carte de Cassini (XVIIIe siècle), la carte d'état-major (1820-1866) et les cartes ou photos aériennes de l'IGN pour la période actuelle (1950 à aujourd'hui).

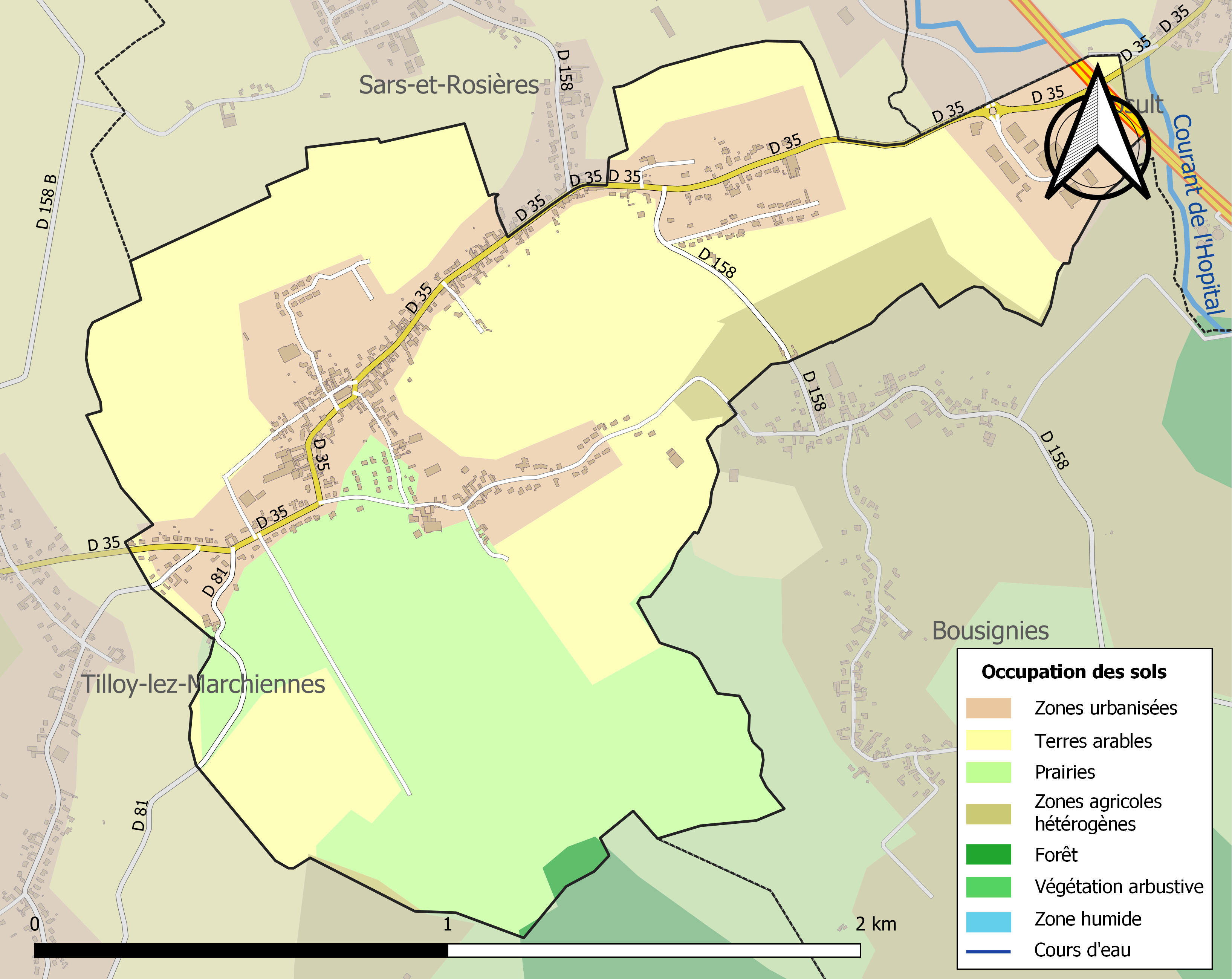
Carte des infrastructures et de l'occupation des sols de la commune en 2018 (CLC).

## Politique et administration

### Liste des maires
- Maire de 1802 à 1808 : Tavernier[16],[17].
- Maire en 1881 : Remy[18].
- Patrick Debrabant (DVD), maire en 1995 (source https://www.legifrance.gouv.fr/affichTexte.do?cidTexte=JORFTEXT000000370850&dateTexte=&categorieLien=id).

| Identité                                       | Période   | Période   | Durée  | Étiquette |
| Identité                                       | Début     | Fin       | Durée  | Étiquette |
| ---------------------------------------------- | --------- | --------- | ------ | --------- |
| Patrick Debrabant (d)                          | mars 2001 | mars 2008 | 7 ans  |           |
| Carole Rémy-Leleu (d) (née le 12 octobre 1963) | mars 2008 | En cours  | 17 ans |           |
| Gustave Chirez (d) (mort le 3 octobre 1949)    |           |           |        |           |
| Louis Rémy (d) (mort le 16 juin 1937)          |           |           |        |           |
| Clément Rémy (d) (mort le 27 novembre 1905)    |           |           |        |           |

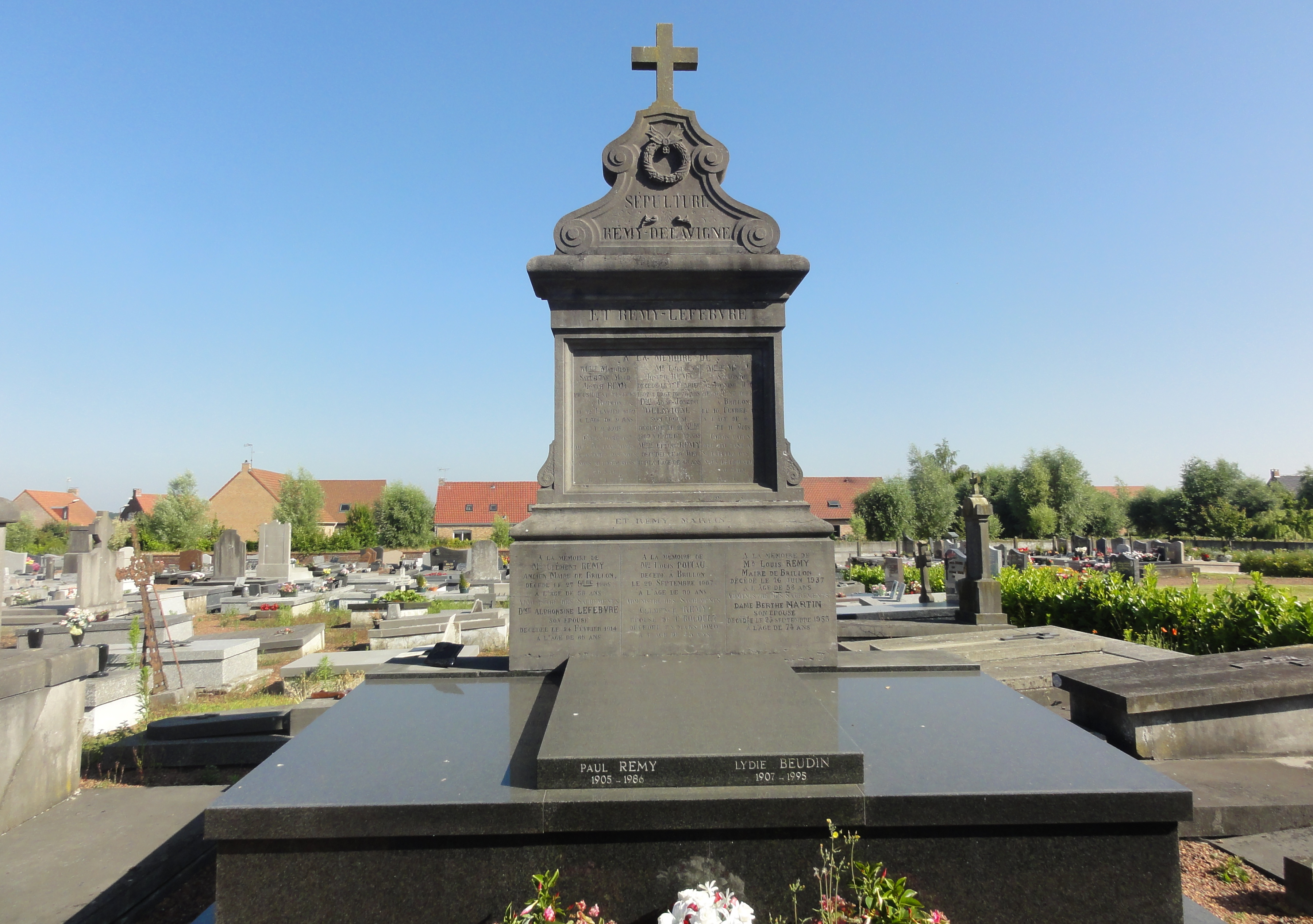
Tombe de Clément et Louis Rémy.
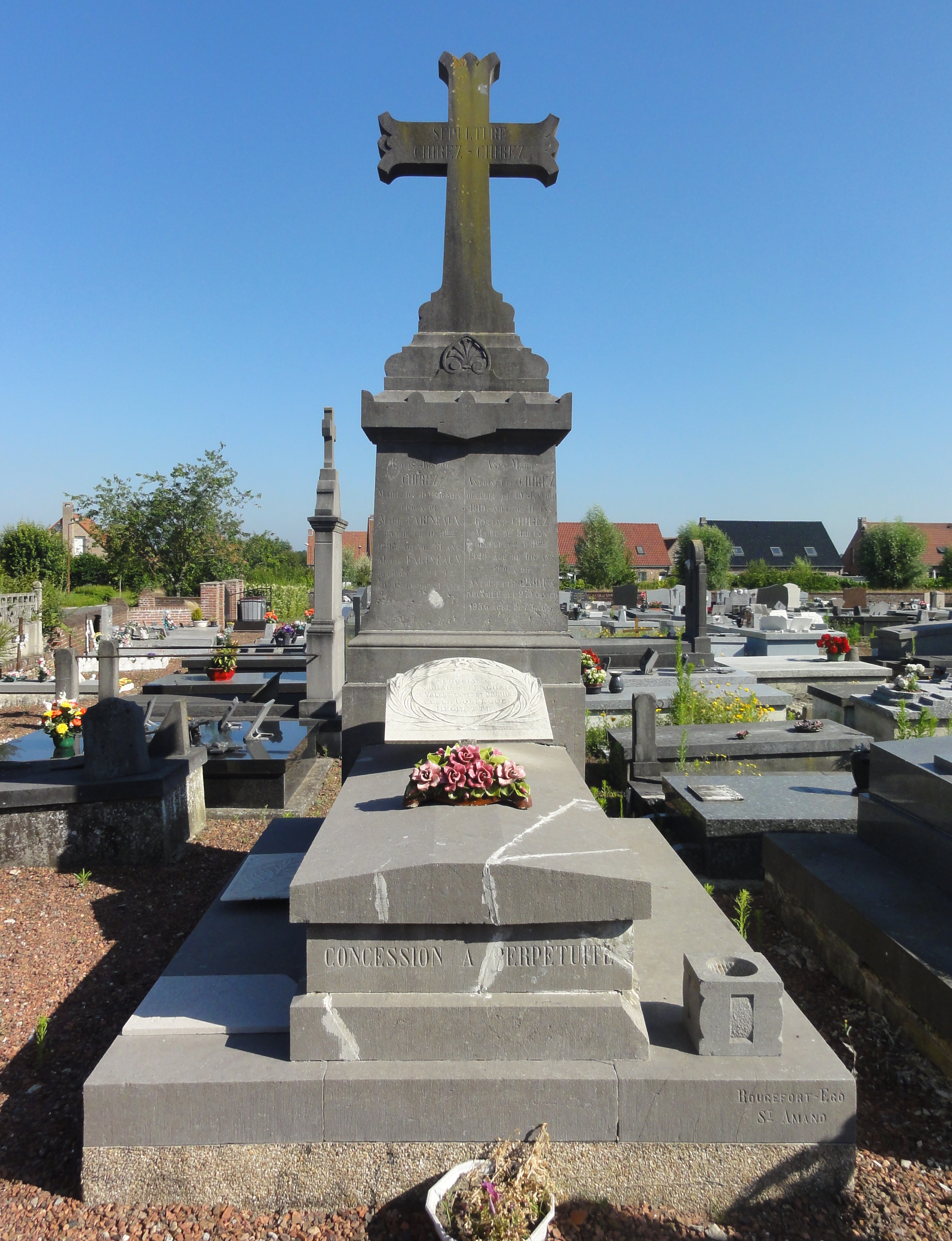
Tombe de Gustave Chirez.

### Instances judiciaires et administratives
La commune relève du tribunal d'instance de Valenciennes, du tribunal de grande instance de Valenciennes, de la cour d'appel de Douai, du tribunal pour enfants de Valenciennes, du conseil de prud'hommes de Valenciennes, du tribunal de commerce de Valenciennes, du tribunal administratif de Lille et de la cour administrative d'appel de Douai.

## Population et société

### Démographie

#### Évolution démographique
L'évolution du nombre d'habitants est connue à travers les recensements de la population effectués dans la commune depuis 1800. Pour les communes de moins de 10 000 habitants, une enquête de recensement portant sur toute la population est réalisée tous les cinq ans, les populations de référence des années intermédiaires étant quant à elles estimées par interpolation ou extrapolation. Pour la commune, le premier recensement exhaustif entrant dans le cadre du nouveau dispositif a été réalisé en 2004.

En 2022, la commune comptait 764 habitants, en évolution de +5,96 % par rapport à 2016 (Nord : +0,51 %, France hors Mayotte : +2,11 %).
| 1800 | 1806 | 1821 | 1831 | 1836 | 1841 | 1846 | 1851 | 1856 |
| ---- | ---- | ---- | ---- | ---- | ---- | ---- | ---- | ---- |
| 649  | 702  | 733  | 710  | 769  | 736  | 710  | 702  | 741  |

| 1861 | 1866 | 1872 | 1876 | 1881 | 1886 | 1891 | 1896 | 1901 |
| ---- | ---- | ---- | ---- | ---- | ---- | ---- | ---- | ---- |
| 704  | 695  | 682  | 685  | 682  | 646  | 668  | 567  | 540  |

| 1906 | 1911 | 1921 | 1926 | 1931 | 1936 | 1946 | 1954 | 1962 |
| ---- | ---- | ---- | ---- | ---- | ---- | ---- | ---- | ---- |
| 524  | 505  | 428  | 376  | 392  | 387  | 386  | 387  | 383  |

| 1968 | 1975 | 1982 | 1990 | 1999 | 2004 | 2006 | 2009 | 2014 |
| ---- | ---- | ---- | ---- | ---- | ---- | ---- | ---- | ---- |
| 464  | 507  | 535  | 621  | 684  | 712  | 722  | 737  | 726  |

| 2019 | 2022 | - | - | - | - | - | - | - |
| ---- | ---- | - | - | - | - | - | - | - |
| 771  | 764  | - | - | - | - | - | - | - |

#### Pyramide des âges
La population de la commune est relativement jeune.
En 2018, le taux de personnes d'un âge inférieur à 30 ans s'élève à 33,1 %, soit en dessous de la moyenne départementale (39,5 %). À l'inverse, le taux de personnes d'âge supérieur à 60 ans est de 24,6 % la même année, alors qu'il est de 22,5 % au niveau départemental.
En 2018, la commune comptait 366 hommes pour 388 femmes, soit un taux de 51,46 % de femmes, légèrement inférieur au taux départemental (51,77 %).
Les pyramides des âges de la commune et du département s'établissent comme suit.
| Hommes | Classe d’âge | Femmes |
| ------ | ------------ | ------ |
| 0,3    | 90 ou +      | 1,0    |
| 3,7    | 75-89 ans    | 4,8    |
| 19,8   | 60-74 ans    | 19,6   |
| 24,9   | 45-59 ans    | 22,7   |
| 18,7   | 30-44 ans    | 18,4   |
| 13,9   | 15-29 ans    | 14,1   |
| 18,7   | 0-14 ans     | 19,4   |

| Hommes | Classe d’âge | Femmes |
| ------ | ------------ | ------ |
| 0,5    | 90 ou +      | 1,4    |
| 5,3    | 75-89 ans    | 8,1    |
| 14,8   | 60-74 ans    | 16,2   |
| 19,1   | 45-59 ans    | 18,4   |
| 19,5   | 30-44 ans    | 18,7   |
| 20,7   | 15-29 ans    | 19,1   |
| 20,2   | 0-14 ans     | 18     |

### Enseignement
Brillon fait partie de l'académie de Lille.

## Culture et patrimoine

### Lieux et monuments
- L'église Saint-Amand
- Le cimetière
- Plusieurs oratoires sur le territoire de la commune

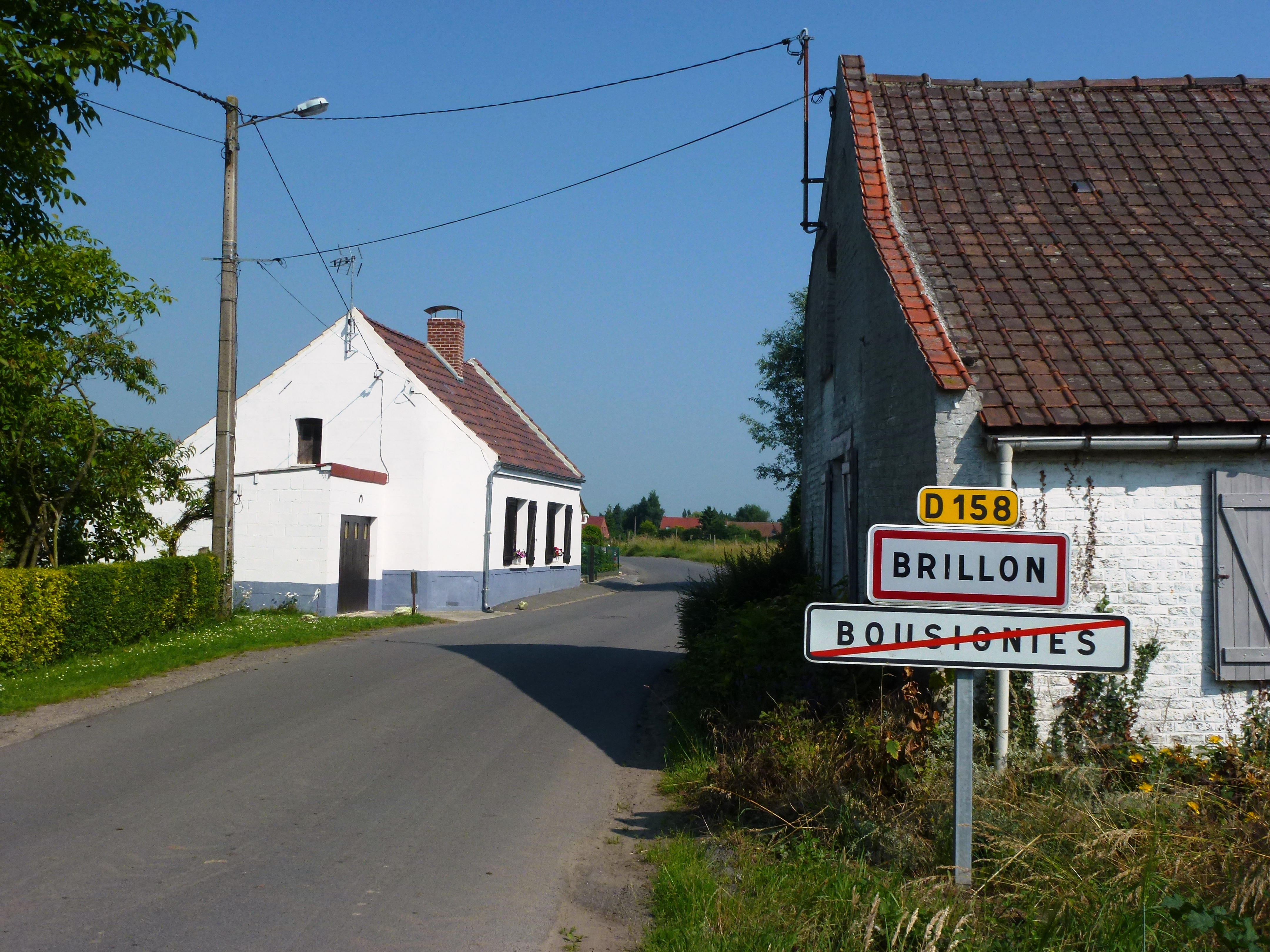
Entrée du village
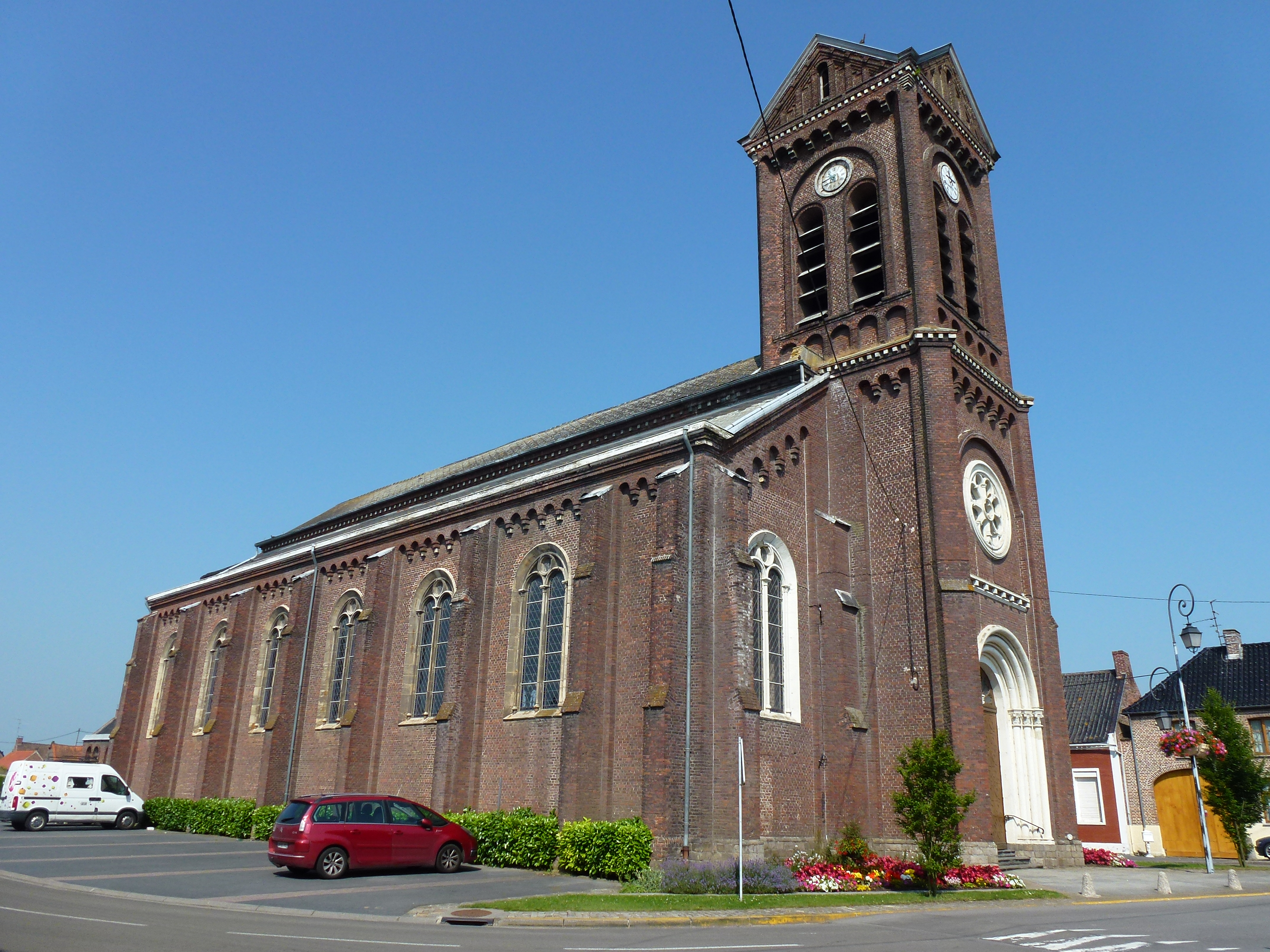
Église Saint-Amand
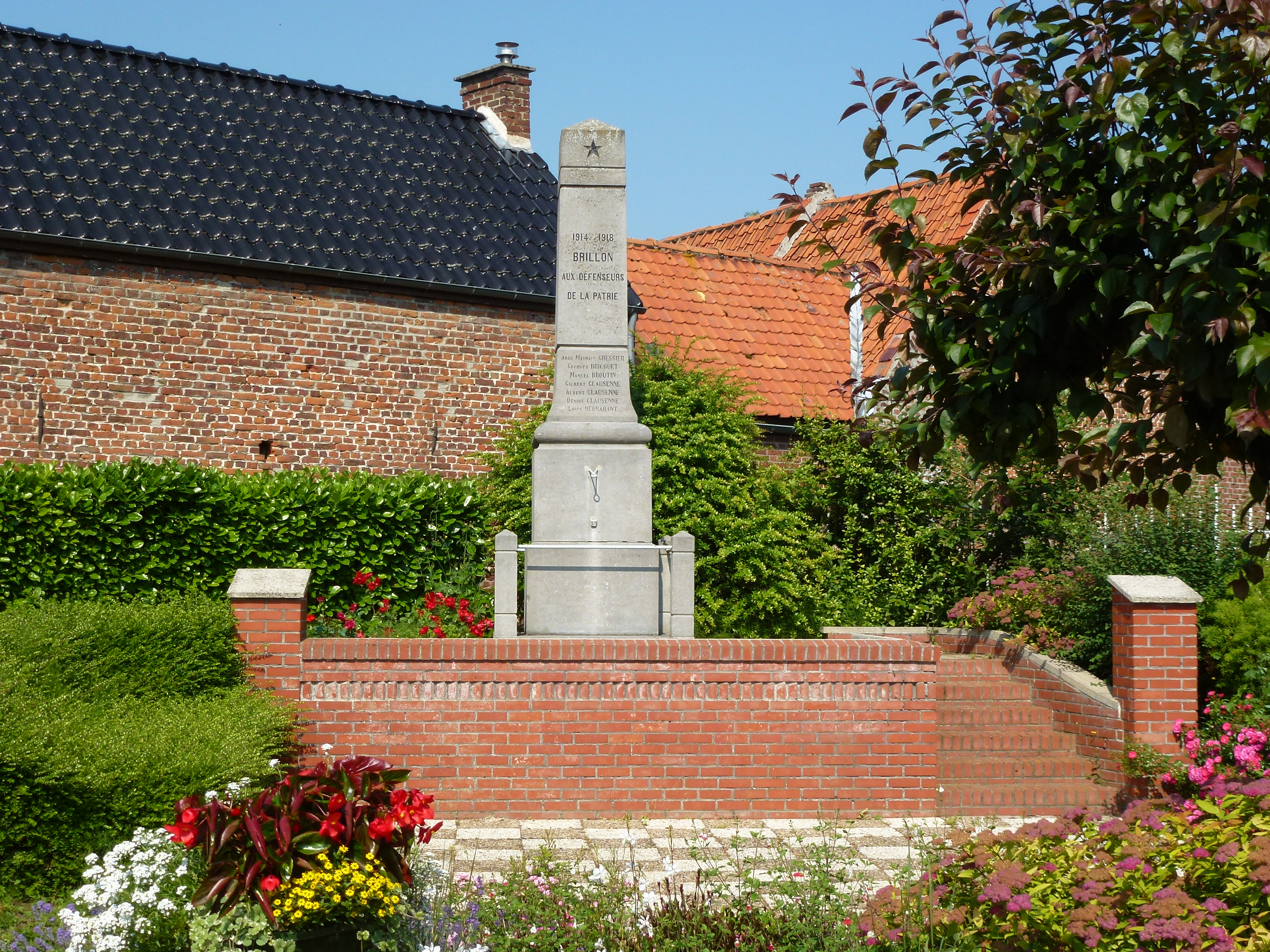
Monument aux morts
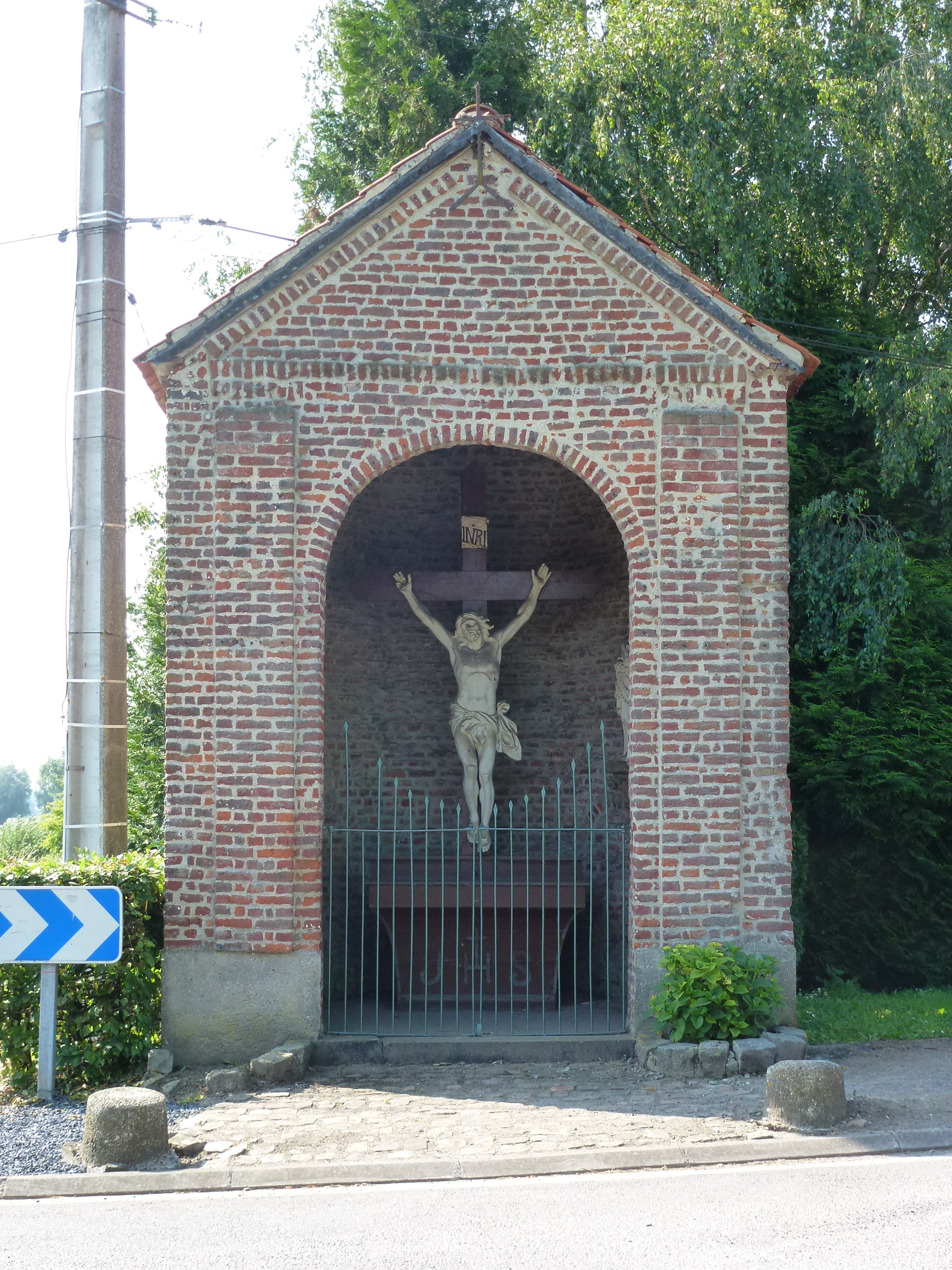
Calvaire
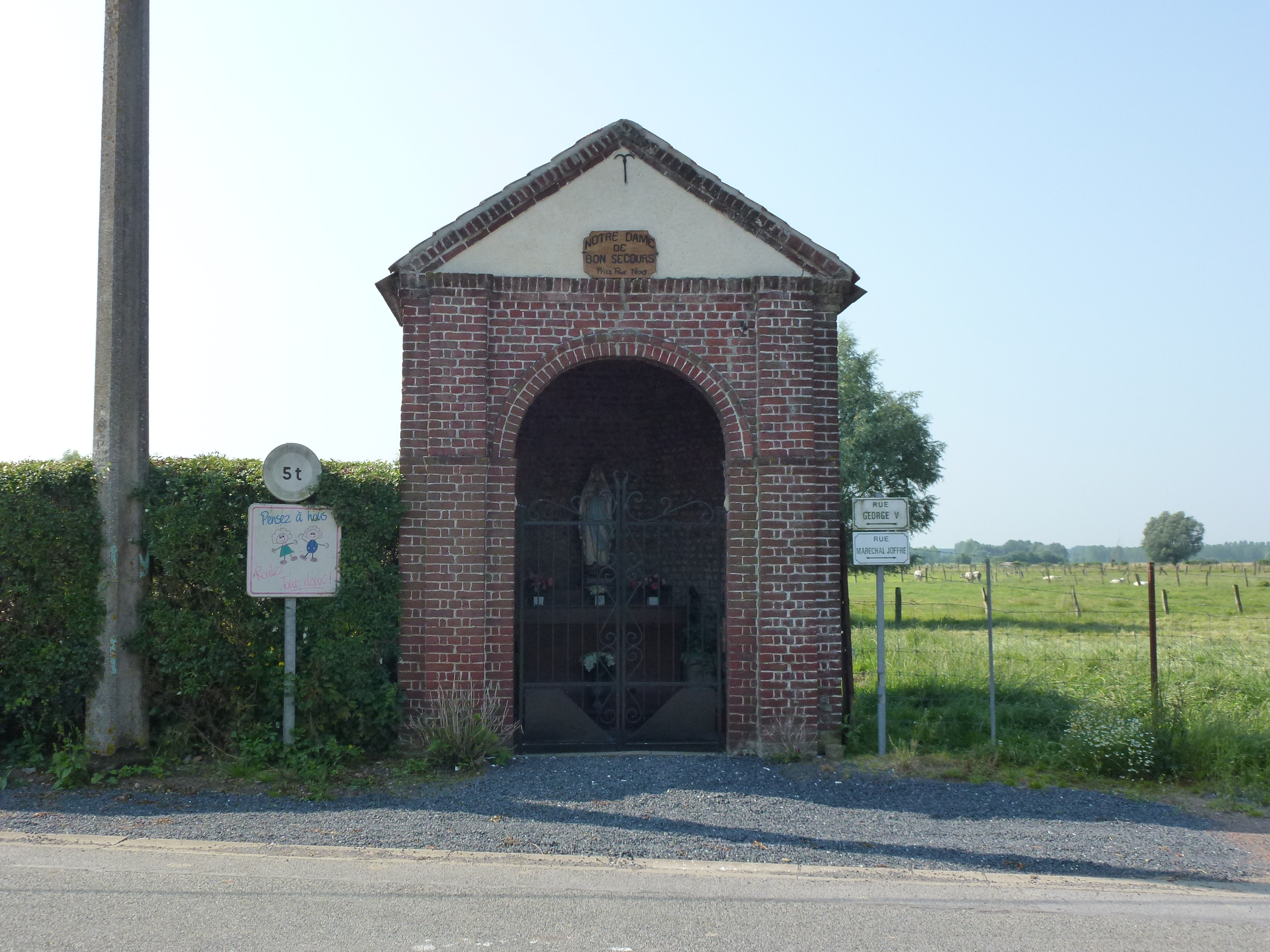
Oratoire Notre Dame de Bon Secours

### Personnalités liées à la commune
- Paul-Maurice Duthoit, peintre
- Louis-Joseph d'Herbomez (1822-1890), missionnaire français en Colombie-Britannique

### Héraldique
| Blason de Wignehies | Les armes de Wignehies se blasonnent ainsi :"D'azur semé de fleurs de lys d'or." ( Le blason de Brillon est le même que celui de la ville de Wignehies) |

## Pour approfondir